# Harold Russell
Harold Russell (North Sydney, 1914. január 14. – Needham, 2002. január 29.) kanadai származású második világháborús amerikai veterán és Oscar-díjas színész.

## Ifjúkora
A kanadai North Sydney-ben, Új-Skóciában született. Apja halála után családjával Massachusettsbe költözött 1921-ben.
1941. december 7-én, a Pearl Harbor elleni japán támadás idején a Massachusetts állambeli Cambridge-ben élt, egy élelmiszerüzletben dolgozott. Az 1949-es Victory In My Hands című önéletrajzi könyvében azt írta, hogy azért sietett bevonulni az Egyesült Államok hadseregébe, mert vesztesnek tartotta magát.
1944. június 6-án, miközben a hadsereg instruktoraként, bontási munkát tanított az Egyesült Államok 13. légideszant hadosztályának Camp Mackallban, Észak-Karolinában, egy hibás biztosíték élesítette a kezében tartott TNT-robbanóanyagokat. Mindkét kezét elvesztette, melynek helyére protézist kapott. Felépülése után, a Bostoni Egyetemen hallgatója lett, ahol Russell szerepelt a Diary of a Sergeant című dokumentumfilmben, amely a háborús veteránok rehabilitációjáról szólt.

## Filmes pályafutása
Mikor William Wyler filmrendező látta a Russell-lel készült filmet, azonnal szerepet adott neki az Életünk legszebb évei című legújabb filmjében, ahol Fredric March és Dana Andrews játszotta a főbb szerepeket. Russell Homer Parrish-t, az Egyesült Államok haditengerészetének tengerésze szerepét játszotta, aki mindkét kezét elvesztette a háború alatt. Russell ezért az alakításáért 1947-ben elnyerte a legjobb férfi mellékszereplőnek járó Oscar-díját. Korábban ugyancsak kitüntették egy tiszteletbeli Oscar-díjjal „a mozgássérült veteránok mozgóképes közvetítéssel nyújtott segítség és vigasznyújtás végett”. A különdíjat azért ítélték neki, mert a Vezetőség ezzel akart tisztelegni Russell játéka előtt, aki nem volt hivatásos színész, és ezért azt feltételezték, hogy kevés esélye lesz a győzelemre. Ez volt az egyetlen alkalom az Oscar-történelemben, amikor az akadémia két Oscart ítélt oda ugyanazon teljesítményért.

## Későbbi évei
A film befejezése után Russell visszatért a Bostoni Egyetemre, és 1949-ben üzleti diplomát szerzett. Russell az AMVETS (American Veterans) aktív tagja lett, három cikluson keresztül, mint országos parancsnok. Először 1949-ben választották meg, majd 1960-ban választották meg harmadik ciklusába. A Veteránok Világszövetségének adománygyűjtő ágának, a World Veterans Fund Inc. alelnöke is volt. Az AMVETS vezetőjeként Russell 1951-ben írt Harry S. Truman elnöknek, és támogatta a Douglas MacArthur tábornok elbocsátására vonatkozó döntését a koreai háború idején.
Russell a hatvanas évek elejétől a nyolcvanas évek végéig elnöki posztot töltött be az Elnöki Bizottság a fogyatékkal élők foglalkoztatásáról, amiért nem kért fizetést.
Russell debütálása után két filmben szerepelt még, 1980-ban az Inside Moves és 1997-ben a Dogtown című filmekben. 1981-ben szerepelt a Trapper John M.D. című sorozat egyik epizódjában és a China Beach televíziós sorozat két részes epizódjában 1989-ben.
Russell két önéletrajzi könyvet írt, Victory in My Hands (1949) és The Best Years of My Life (1981).
1992-ben mellékszereplői Oscar-díját árverésre bocsátotta New Yorkban, ahol egy magángyűjtő 60 500 dollárért vette meg. Russell azzal védekezett, hogy pénzre van szüksége felesége orvosi költségeihez, bár ezt később vitatták. Russell nem vált meg Tiszteletbeli Oscar-díjától. Russell halála után a magángyűjtő, akit később Lew Wasserman stúdióvezetőként és tehetségkutatóként azonosítottak, visszaadományozta Russel aranyszobrát az Akadémiának.

## Halála
Russell 2002. január 29. hunyt el szívrohamban a Massachusetts állambeli Needhamben lévő egyik idősek otthonában.

## Filmjei
| Év   | Cím                   | Szerep          | Megjegyzés |
| ---- | --------------------- | --------------- | --- |
| 1945 | Diary of a Sergeant   | önmaga          | |
| 1946 | Életünk legszebb évei | Homer Parrish   | Oscar-díj a legjobb férfi mellékszereplőnek Tiszteletbeli Oscar-díj Golden Globe-díj - Különdíj a legjobb nem professzionális alakításért |
| 1980 | Inside Moves          | Wings           | |
| 1981 | Trapper John, M.D.    | Leo Hopkins     | |
| 1989 | China Beach           | Uncle Conal     | |
| 1997 | Dogtown               | Blessed William | |

## Fordítás
- Ez a szócikk részben vagy egészben  a   Harold Russell című angol Wikipédia-szócikk fordításán alapul.  Az eredeti cikk szerkesztőit annak laptörténete sorolja fel. Ez a jelzés csupán a megfogalmazás eredetét és a szerzői jogokat jelzi, nem szolgál a cikkben szereplő információk forrásmegjelöléseként.